# Tournoi de tennis de Pune
Le tournoi de Pune est un tournoi international de tennis masculin ayant eu lieu tous les ans au mois d'octobre à Pune, en Inde. Il a été créé en 2014 et se joue sur dur. 
Faisant d'abord partie du circuit Challenger, il est promu en catégorie ATP 250 lors de la saison 2018. Il se dispute sur dur en janvier en remplacement du tournoi de Chennai, deux semaines précédant l'Open d'Australie. Le tournoi Challenger continue de se dérouler au mois de novembre. Sa dernière édition se tient en 2023. L'évènement n'est pas reconduit en raison de l'expiration du contrat de cinq ans qui liait la société IMG à l'État du Maharashtra.
Il se joue au Shree Shiv Chhatrapati Sports Complex.
Un tournoi féminin s'est déroulé à Pune en 2012 en catégorie WTA 125 sous le nom de Royal Indian Open.

## Palmarès messieurs ATP

### Simple
| No | Date       | Nom et lieu du tournoi                              | Catégorie                                           | Dotation                                            | Surface                                             | Vainqueur                                           | Finaliste                                           | Score                                               |                                                     |
| -- | ---------- | --------------------------------------------------- | --------------------------------------------------- | --------------------------------------------------- | --------------------------------------------------- | --------------------------------------------------- | --------------------------------------------------- | --------------------------------------------------- | --------------------------------------------------- |
| 1  | 01-01-2018 | Tata Open Maharashtra, Pune                         | ATP 250                                             | 501 345 $                                           | Dur (ext.)                                          | Gilles Simon                                        | Kevin Anderson                                      | 7-64, 6-2                                           | Tableau                                             |
| 2  | 31-12-2018 | Tata Open Maharashtra, Pune                         | ATP 250                                             | 527 880 $                                           | Dur (ext.)                                          | Kevin Anderson                                      | Ivo Karlović                                        | 7-64, 62-7, 7-65                                    | Tableau                                             |
| 3  | 03-02-2020 | Tata Open Maharashtra, Pune                         | ATP 250                                             | 546 355 $                                           | Dur (ext.)                                          | Jiří Veselý                                         | Egor Gerasimov                                      | 7-62, 5-7, 6-3                                      | Tableau                                             |
|    | 2021       | Tournoi annulé en raison de la pandémie de Covid-19 | Tournoi annulé en raison de la pandémie de Covid-19 | Tournoi annulé en raison de la pandémie de Covid-19 | Tournoi annulé en raison de la pandémie de Covid-19 | Tournoi annulé en raison de la pandémie de Covid-19 | Tournoi annulé en raison de la pandémie de Covid-19 | Tournoi annulé en raison de la pandémie de Covid-19 | Tournoi annulé en raison de la pandémie de Covid-19 |
| 4  | 31-01-2022 | Tata Open Maharashtra, Pune                         | ATP 250                                             | 430 530 $                                           | Dur (ext.)                                          | João Sousa                                          | Emil Ruusuvuori                                     | 7-69, 4-6, 6-1                                      | Tableau                                             |
| 5  | 02-01-2023 | Tata Open Maharashtra, Pune                         | ATP 250                                             | 642 735 $                                           | Dur (ext.)                                          | Tallon Griekspoor                                   | Benjamin Bonzi                                      | 4-6, 7-5, 6-3                                       | Tableau                                             |

### Double
| No | Date       | Nom et lieu du tournoi                              | Catégorie                                           | Dotation                                            | Surface                                             | Vainqueurs                                          | Finalistes                                          | Score                                               |                                                     |
| -- | ---------- | --------------------------------------------------- | --------------------------------------------------- | --------------------------------------------------- | --------------------------------------------------- | --------------------------------------------------- | --------------------------------------------------- | --------------------------------------------------- | --------------------------------------------------- |
| 1  | 01-01-2018 | Tata Open Maharashtra, Pune                         | ATP 250                                             | 501 345 $                                           | Dur (ext.)                                          | Robin Haase Matwé Middelkoop                        | Pierre-Hugues Herbert Gilles Simon                  | 7-65, 7-65                                          | Tableau                                             |
| 2  | 31-12-2018 | Tata Open Maharashtra, Pune                         | ATP 250                                             | 527 880 $                                           | Dur (ext.)                                          | Rohan Bopanna Divij Sharan                          | Luke Bambridge Jonny O'Mara                         | 6-3, 6-4                                            | Tableau                                             |
| 3  | 03-02-2020 | Tata Open Maharashtra, Pune                         | ATP 250                                             | 546 355 $                                           | Dur (ext.)                                          | André Göransson Christopher Rungkat                 | Jonathan Erlich Andrei Vasilevski                   | 6-2, 3-6, [10-8]                                    | Tableau                                             |
|    | 2021       | Tournoi annulé en raison de la pandémie de Covid-19 | Tournoi annulé en raison de la pandémie de Covid-19 | Tournoi annulé en raison de la pandémie de Covid-19 | Tournoi annulé en raison de la pandémie de Covid-19 | Tournoi annulé en raison de la pandémie de Covid-19 | Tournoi annulé en raison de la pandémie de Covid-19 | Tournoi annulé en raison de la pandémie de Covid-19 | Tournoi annulé en raison de la pandémie de Covid-19 |
| 4  | 31-01-2022 | Tata Open Maharashtra, Pune                         | ATP 250                                             | 430 530 $                                           | Dur (ext.)                                          | Rohan Bopanna Ramkumar Ramanathan                   | Luke Saville John-Patrick Smith                     | 610-7, 6-3, [10-6]                                  | Tableau                                             |
| 5  | 02-01-2023 | Tata Open Maharashtra, Pune                         | ATP 250                                             | 642 735 $                                           | Dur (ext.)                                          | Sander Gillé Joran Vliegen                          | N. Sriram Balaji Jeevan Nedunchezhiyan              | 6-4, 6-4                                            | Tableau                                             |

## Palmarès messieurs Challenger

### Simple
| No | Date       | Nom et lieu du tournoi        | Catégorie  | Dotation | Surface    | Vainqueur       | Finaliste                | Score          |  |
| -- | ---------- | ----------------------------- | ---------- | -------- | ---------- | --------------- | ------------------------ | -------------- |  |
| 1  | 20-10-2014 | KPIT - MSLTA Challenger, Pune | Challenger | 50 000 $ | Dur (ext.) | Yuichi Sugita   | Adrián Menéndez Maceiras | 61-7, 6-4, 6-4 |  |
| 2  | 26-10-2015 | KPIT - MSLTA Challenger, Pune | Challenger | 50 000 $ | Dur (ext.) | Yuki Bhambri    | Evgeny Donskoy           | 6-2, 7-64      |  |
| 3  | 24-10-2016 | KPIT - MSLTA Challenger, Pune | Challenger | 50 000 $ | Dur (ext.) | Sadio Doumbia   | Prajnesh Gunneswaran     | 4-6, 6-4, 6-3  |  |
| 4  | 13-11-2017 | KPIT - MSLTA Challenger, Pune | Challenger | 50 000 $ | Dur (ext.) | Yuki Bhambri    | Ramkumar Ramanathan      | 4-6, 6-3, 6-4  |  |
| 5  | 19-11-2018 | KPIT - MSLTA Challenger, Pune | Challenger | 50 000 $ | Dur (ext.) | Elias Ymer      | Prajnesh Gunneswaran     | 6-2, 7-5       |  |
| 6  | 11-11-2019 | KPIT - MSLTA Challenger, Pune | Challenger | 54 160 $ | Dur (ext.) | James Duckworth | Jay Clarke               | 4-6, 6-4, 6-4  |  |

### Double
| No | Date       | Nom et lieu du tournoi        | Catégorie  | Dotation | Surface    | Vainqueurs                                 | Finalistes                              | Score              |  |
| -- | ---------- | ----------------------------- | ---------- | -------- | ---------- | ------------------------------------------ | --------------------------------------- | ------------------ |  |
| 1  | 20-10-2014 | KPIT - MSLTA Challenger, Pune | Challenger | 50 000 $ | Dur (ext.) | Saketh Myneni Sanam Singh                  | Sanchai Ratiwatana Sonchat Ratiwatana   | 6-3, 6-2           |  |
| 2  | 26-10-2015 | KPIT - MSLTA Challenger, Pune | Challenger | 50 000 $ | Dur (ext.) | Gerard Granollers Adrián Menéndez Maceiras | Maximilian Neuchrist Divij Sharan       | 1-6, 6-3, [10-6]   |  |
| 3  | 24-10-2016 | KPIT - MSLTA Challenger, Pune | Challenger | 50 000 $ | Dur (ext.) | Purav Raja Divij Sharan                    | Luca Margaroli Hugo Nys                 | 3-6, 6-3, [11-9]   |  |
| 4  | 13-11-2017 | KPIT - MSLTA Challenger, Pune | Challenger | 50 000 $ | Dur (ext.) | Tomislav Brkić Ante Pavić                  | Pedro Martínez Adrián Menéndez Maceiras | 6-1, 7-65          |  |
| 5  | 19-11-2018 | KPIT - MSLTA Challenger, Pune | Challenger | 50 000 $ | Dur (ext.) | Vijay Sundar Prashanth Ramkumar Ramanathan | Hsieh Cheng-peng Yang Tsung-hua         | 7-63, 65-7, [10-7] |  |
| 6  | 11-11-2019 | KPIT - MSLTA Challenger, Pune | Challenger | 54 160 $ | Dur (ext.) | Purav Raja Ramkumar Ramanathan             | Arjun Kadhe Saketh Myneni               | 7-63, 6-3          |  |

## Palmarès dames

### Simple
| No | Date       | Nom et lieu du tournoi  | Catégorie | Dotation  | Surface    | Vainqueure      | Finaliste         | Score    |         |
| -- | ---------- | ----------------------- | --------- | --------- | ---------- | --------------- | ----------------- | -------- | ------- |
| 1  | 05-11-2012 | Royal Indian Open, Pune | WTA 125   | 125 000 $ | Dur (ext.) | Elina Svitolina | Kimiko Date-Krumm | 6-2, 6-3 | Tableau |

### Double
| No | Date       | Nom et lieu du tournoi | Catégorie | Dotation  | Surface    | Vainqueures                          | Finalistes                      | Score            |         |
| -- | ---------- | ---------------------- | --------- | --------- | ---------- | ------------------------------------ | ------------------------------- | ---------------- | ------- |
| 1  | 05-11-2012 | Royal Indian Open Pune | WTA 125   | 125 000 $ | Dur (ext.) | Nina Bratchikova Oksana Kalashnikova | Julia Glushko N. Lertcheewakarn | 6-0, 4-6, [10-8] | Tableau |